# Convento das Capuchas
O Convento das Capuchas, igualmente conhecido como Recolhimento das Capuchas Terceiras, Convento de Nossa Senhora dos Inocentes, Convento das Irmãs Capuchas do Real Conservatório de Nossa Senhora dos Inocentes da Ordem Terceira de São Francisco, Hospital dos Inocentes, Antigo Hospital dos Meninos, Hospital de Nossa Senhora dos Inocentes e Fundação de Nossa Senhora dos Inocentes, é um antigo edifício hospitalar e de recolhimento situado na cidade de Santarém, mais especificamente no quarteirão definido pelas Ruas das Esteiras, Miguel Bombarda e Travessa das Capuchas, na atual freguesia de União de Freguesias da cidade de Santarém.
Esta casa conventual foi fundada em 1677 no local onde já existia uma ermida com hospital anexo, o Hospital de Nossa Senhora dos Inocentes.
O Convento das Capuchas está classificado como Imóvel de Interesse Municipal desde 1996.

## História
O Hospital de Nossa Senhora dos Inocentes foi fundado em 1321 pela Rainha Santa Isabel, a pedido de D. Martinho, bispo da Guarda. Inicialmente, o hospital foi instalado junto à Porta de Leiria, no local onde actualmente se situam as igrejas de Nossa Senhora da Piedade e do Seminário. Em 1415, o hospital já se encontrava instalado no local do convento, no Bairro do Pereiro. Em 1485, este hospital foi integrado no Hospital Real de Jesus Cristo, o maior e o mais importante de Santarém.
A fundação do convento só viria a acontecer já no século XVII, em 1677, por pedido de Frei António de São Diogo à rainha D. Maria Francisca de Sabóia, mulher de D. Pedro II. De facto, a ermida contígua ao hospital era pertença das rainhas de Portugal. A instalação do recolhimento das Irmãs Capuchas da Ordem Terceira aconteceria no ano seguinte. 
As campanhas de obras sucederam-se ao longo de todo o século XVIII. Logo em 1716, são efectuadas obras de remodelação e de ampliação, custeadas por uma herança deixada pelo Padre José Fernandes. Já na segunda metade do século, a reunião de diversos subsídios permitiu a realização de obras na portaria, na roda dos enjeitados, no lavabo e na cerca conventual. A data do início desta campanha encontra-se assinalada no portal principal do convento (1753).
Ainda em 1731, D. Leonor de Menezes e Ataíde, segunda Marquesa de Fronteira, é sepultada na igreja conventual, encontrando-se ainda hoje a sua lápide sepulcral junto à porta principal. No ano seguinte, a comunidade passou à observância da Ordem de Santa Clara, com obrigação de votos e clausura.
O século XIX traria alterações substantivas à vida monacal um pouco por todo o país, algo a que as Capuchas de Santarém não ficaram alheias. Já em 1835, um ano após a extinção das ordens religiosas masculinas, há notícia da demolição de parte do convento. No entanto, o Recolhimento só seria encerrado em 1910, tendo os seus bens sido então vendidos em hasta pública. Em 1924, o edifício foi comprado por Luísa Andaluz (a Madre Andaluz), que nele instalou o Instituto de Nossa Senhora dos Inocentes, instituição assistencial que ainda hoje aqui se encontra.

## Arquitetura e Arte
O edifício conventual apresenta elementos pertencentes a diversos estilos arquitectónicos, nomeadamente ao maneirismo e ao rococó. O complexo inclui a antiga igreja conventual, a Igreja de Nossa Senhora dos Inocentes, à qual se encontram adossados o claustro e a sacristia. As restantes dependências conventuais distribuem-se em redor do claustro.
A fachada principal do convento encontra-se virada para este e inclui a cabeceira da igreja e o portal principal. A cabeceira da igreja é de empena angular, com cunhais apilastrados, sendo marcada por um falso arco redondo encimado por uma edícula envidraçada, que contém uma imagem de Nossa Senhora. O portal, de verga em arco contracurvado, é encimado por volutas rodeando a pedra de armas da Confraria dos Inocentes, rematada pela cruz e com a data de 1753. A fachada sul, que corresponde à fachada lateral da igreja, também inclui um portal, sendo este em vão rectangular e com frontão triangular armoriado, apresentando a pedra de armas da ordem.    
A igreja, sem capela-mor, é de nave única coberta por tecto de madeira, sendo iluminada por três vãos. O coro-alto é duplo e estabelece a ligação entre a igreja e a parte conventual, encontrando-se separado da nave por vãos quadrangulares com grades de bicos e portadas de madeira. O altar-mor e os altares laterais encontram-se integrados em triplo arco de volta perfeita. A meio da nave, encontra-se colocado um púlpito maneirista em pedra. As paredes da nave são cobertas por um silhar de azulejos enxaquetados em azul e branco. As armas da ordem franciscana, com coroa real, encontram-se pintadas sobre o arco triunfal. No recheio da igreja, destaca-se ainda uma tela da escola castelhana do início do século XVII, representando O Menino Jesus Salvador do Mundo.
O claustro é de quatro alas, com arcos redondos sobre pilares, apresentando um terraço superior. As dependências conventuais distribuem-se em redor do claustro. O refeitório encontra-se ainda hoje quase intacto, apresentando um púlpito e umas alminhas em azulejos, datada de 1756. As antigas celas mostram ainda o espaço exíguo destinado às monjas, sendo iluminadas por pequenas janelas. A sacristia apresenta um silhar de azulejos, representando uma figura avulsa. Outro silhar azulejar, este de padrão com florões em azul e branco, encontra-se colocado noutra dependência, situada junto à entrada lateral norte. Na portaria existe ainda a roda dos enjeitados, a qual é encimada pela inscrição Deo Gratias e pela data de 1678. Esta dependência apresenta ainda um revestimento azulejar com uma cartela com a inscrição Caridade e Amor Divino.